# Lamachos
Lamachos (altgriechisch Λάμαχος Lámachos; † 414 v. Chr. bei Syrakus) war ein Athener Feldherr.

## Leben
Lamachos, Sohn des Xenophanes, zeichnete sich durch Tapferkeit und Uneigennützigkeit aus. Er stammte aus bescheidenen Verhältnissen und musste mit seinem Geld sparsam umgehen, was ihm von seinen Gegnern den Vorwurf des Geizes und der Kleinlichkeit eintrug. Angeblich ließ er sich sogar die Spesen für seine im Dienst durchgelaufenen Schuhsohlen vergüten. Wegen seines kriegslustigen, martialischen Wesens wurde er von Aristophanes in den Rittern und im Frieden verspottet.
433 v. Chr. befreite er im Auftrag des Perikles Sinope von dem Tyrannen Timesilaos, befehligte auch 424 eine Flotte im Schwarzen Meer und unterzeichnete 421 den Frieden des Nikias mit.
415 v. Chr. – schon in vorgerücktem Alter – wurde er mit Alkibiades und Nikias als Feldherr für die Expedition nach Sizilien gewählt. Er hatte sehr unter seinem bedächtigen und zaudernden Feldherrn-Kollegen Nikias zu leiden, der sich in vielem wegen seines Reichtums besser durchsetzen konnte, und fiel, nachdem sein kühner Angriffsplan abgelehnt worden war, im Sommer 414 vor Syrakus im Zweikampf gegen den syrakusanischen Ritter Kallikrates.